# Чехи (Нове Замки)
Чехи (слч. Čechy, мађ. Komáromcsehi) насељено је мјесто са административним статусом сеоске општине (слч. obec) у округу Нове Замки, у Њитранском крају, Словачка Република.

## Становништво
| Година:    | 1994. | 2004.   | 2014.   | 2024.    |
| ---------- | ----- | ------- | ------- | -------- |
| Број људи: | 323   | 335     | 313     | 271      |
| Разлика:   |       | +3,71 % | -6,56 % | -13,41 % |

| Година:    | 2023. | 2024.   |
| ---------- | ----- | ------- |
| Број људи: | 274   | 271     |
| Разлика:   |       | -1,09 % |

Према подацима о броју становника из 2024. године насеље је имало 271 становника.